# Thilo Schmidt

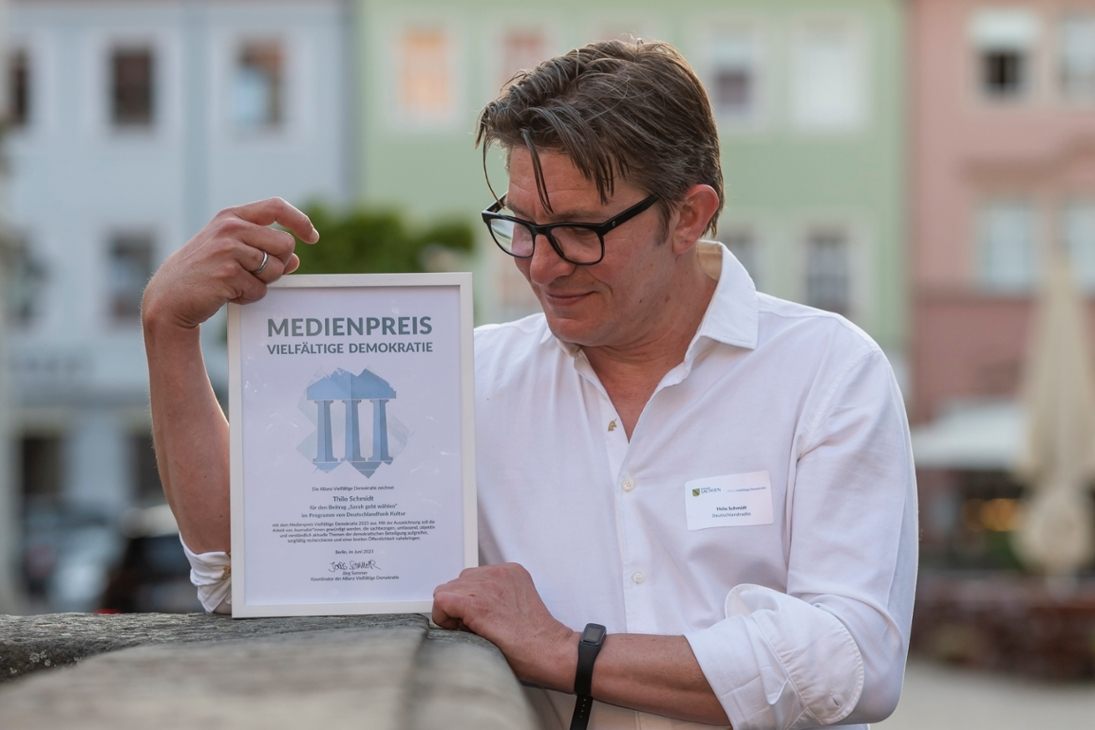
Thilo Schmidt im Rahmen der Verleihung des Medienpreises Vielfältige Demokratie 2023 in Pirna

Thilo Schmidt (* 19. Mai 1976 in Siegen) ist ein deutscher Hörfunk-Autor und Journalist.

## Leben
Thilo Schmidt absolvierte 1995 das Abitur am Friedrich-Flick-Gymnasium Kreuztal, das im Jahr 2008 in „Städtisches Gymnasium“ umbenannt wurde. Der Umbenennung voraus ging eine Initiative ehemaliger Schüler, die sich gegen den Kriegsverbrecher Friedrich Flick als Namenspatron aussprachen sowie eine Medienberichterstattung bundesweit und darüber hinaus, an der sich Schmidt als Hörfunk-Journalist maßgeblich beteiligte.
Nach dem Studium der Politikwissenschaften in Berlin und dem Besuch der Evangelischen Journalistenschule ist er seit 2004 als freier Journalist und Autor vor allem für öffentlich-rechtliche Hörfunksender tätig.
Von 2010 bis zur Einstellung des Studiengangs 2021 war Schmidt zudem Lehrbeauftragter im Masterstudiengang „Kulturjournalismus“ an der Universität der Künste Berlin.

## Auszeichnungen
- Medienpreis Vielfältige Demokratie 2023, herausgegeben von der Allianz Vielfältige Demokratie, für die Reportage Sarah geht wählen (Deutschlandfunk Kultur)[4]
- Willi-Bleicher-Preis der IG Metall Baden-Württemberg 2018 in der Kategorie „Hörfunk“ für Wem gehört Vati samstags? (Deutschlandfunk Kultur)[5]
- BJV-Wettbewerb zum Tag der Pressefreiheit 2018: Erster Preis für das Hörfunk-Feature Artikel 5, Satz 1. Rechtspopulismus und Pressefreiheit (SWR2).[6]
- Journalistenpreis „Rechtsextremismus im Spiegel der Medien“ 2010, ausgelobt vom DJV-Landesverband Sachsen-Anhalt und vom Justizministerium Sachsen-Anhalt, für Kapitulation in Anklam – die Stadt und die Neonazis (DLF), Der nette Nachbar und Irgendwo in Thüringen (beide Deutschlandradio Kultur).[7]
- Medienpreis Mecklenburg-Vorpommern 2007 des DGB Nord, der Heinrich-Böll-Stiftung und der Landeszentrale für politische Bildung, Kategorie „Hörfunk“ für Der nette Nazi von nebenan (Deutschlandradio Kultur).[8]
- Holtzbrinck-Preis für Wirtschaftspublizistik 2005 in der Kategorie „Nachwuchs“ für Friedrich Flick und Kreuztal, die gekaufte Stadt und Geschlossene Gesellschaft? Privilegien für Gewerkschafter (beide Deutschlandradio Berlin).[9]

## Werke (Auswahl)
- Die guten Geister des kleinen Dorfes. Kredenbach im Siegerland (Dlf Kultur 2018)
- Die Ferrosexuellen. Erkenntnisse über Eisenbahn-Narren (SWR 2012)
- Die braune Parallelgesellschaft. Rechtsextremismus hinter Gittern (DLF 2011), zusammen mit Maik Baumgärtner
- Wo Gysi nie hinkam. Kreuztal (SWR 2009), zusammen mit Rolf Niebel[10]
- Phantomschmerz am Zonenrand. Schwedt (Deutschlandradio Kultur 2008), zusammen mit Rolf Niebel
- Der Plan vom Glück. Helgoland auf der Reise nach übermorgen (SWR 2007)
- Panik. Poesie. Palast. Ein literarischer Abriss von Erichs Lampenladen (SWR 2006)